# 고사카정
고사카정(일본어: 小坂町)은 일본 아키타현 북부에 있는 가즈노군의 정이다.

## 개요
아키타현 북동부에 위치하고 아오모리현과 경계를 접하고 있으며 오우산맥의 니시가와, 가즈노 분지의 북부에 위치한다. 19세기 초두에 고사카 광산이 발견되어 금·은 채굴로 번창하였다. 메이지 시대에는 동·아연의 채굴도 행해져 고사카 광산 사무소를 시작으로 다수의 근대 건축물이 지어져 마을은 많이 번창했다. 제2차 세계 대전 후에 광산 자원이 고갈해 마을은 예전보다 쇠퇴했다. 현재는 메이지 시대의 근대 건축이나 도와다호의 관광 자원을 살린 마을 만들기를 모색하고 있다. 또 가전제품의 재활용과 레어 메탈을 골라내는 산업이 발달하고 있다.

## 인접한 자치체
- 아키타현
  - 오다테시
  - 가즈노시

- 아오모리현
  - 히라카와시
  - 도와다시

## 역사
- 1889년 4월 1일 - 정촌제 시행과 함께 가즈노군 고사카촌, 나나타키촌이 성립하였다.
- 1914년 5월 12일 - 고사카촌이 정으로 승격해 고사카정이 되었다.
- 1955년 4월 1일 - 가즈노군 고사카정, 나나타키촌이 합병해 새로운 고사카정이 탄생하였다.

## 인구
|                                              | |
| 고사카정의 전국의 연령별 인구 분포（2005년） | 고사카정의 연령·남녀별 인구 분포（2005년）                                                                             |
| ■자주색 ― 고사카정 ■녹색 ― 일본전국          | ■파랑색 ― 남자 ■빨간색 ― 여자                                                                                          |
| · 고사카정（에 해당되는 지역）의 인구추이    | |
| 일본 총무성 통계국 국세조사 결과             | |
|                                              | 기술적 문제로 인해 그래프를 일시적으로 사용할 수 없습니다. 파브리케이터와 미디어위키 위키에 더 자세한 정보가 있습니다. |

## 교통

### 도로
- 도호쿠 자동차도
- 국도 제103호선
- 국도 제282호선(일본어판)